# Burak Khan
|  | Per a altres significats, vegeu «Burruk Khan». |

Burak Khan, Barak Khan o Bosak Khan (? - v. 9 d'agost de 1271) fou kan de Txagatai. Després de fer-se musulmà hauria portat el títol (làqab) de Giyath-ad-Din.
Era net de Mutugen, mort al setge de Bamian el 1221, i fill de Yesun Toa, que havia estat exiliat a la Xina per la participació en el complot contra Mongke el 1252. Burak va començar la seva carrera a la cort de Kubilay Khan (1260-1294), successor de Mongke, però que havia protegit a Chiramon i altres prínceps ogodeïdes i txagataïdes.
A la mort de Kara Hulagu, kan de Txagatai designat per Mongke, el seu fill Mubarak Shah el va succeir sota regència de la mare Orghana. Mubarak fou enderrocat per Alghu, amb el que un any després l'exregent Orghana es va aliar. A la mort d'Alghu, Orghana va fer proclamar altre cop a Mubarak Shah, contra el desig del gran kan Kubilai (1266). Llavors el gran kan va enviar a Burak Khan a Transoxiana amb un rescripte imperial o yarligh, en el qual era nomenat corregent junt amb el seu cosí. Inicialment Burak va actuar d'acord amb el previst però quan es va haver guanyat el suport dels militars, va atacar a Mubarak Shah, i el va derrotar i fer presoner a Khudjand el setembre de 1266.
Aviat es va enemistar amb Kubilai, al que devia el tron i va lluitar contra les seves forces. El governador del gran kan al Turquestan fou expulsat i l'exèrcit enviat per Kubilai per restablir l'orde fou derrotat. En canvi contra el kan Kaidu Khan, cap de la casa dels ogodeïdes, que ara dominava el país del Semireche, no fou gaire afortunat. Kaidu es va aliar a l'Horda d'Or i Burak, després d'algunes victòries inicials no decisives, fou derrotat greument a la riba del Sirdarià i es va haver de retirar cap a Transoxiana. Disposat a un enfrontament al límit en aquesta zona, finalment va arribar a un acord amb el seu rival en un kuriltay fet a la riba del Talas la primavera del 1269. Kaidu va poder establir un kanat completament independent del gran kan i es va fer anda (germà de sang) de Burak; l'acord preveia que els dos kans viurien a les muntanyes i les estepes, tindrien els seus ramats i cavalls fora de les regions cultivades i no exigirien res a la població excepte allò legalment establert. Barak es va quedar amb dos terços de Transoxiana però les regions cultivades i urbanitzades quedaren sota govern de Kaidu, que va designar com a delegat a Masud Beg.
Burak Khan i Kaidu Khan es van posar d'acord per la invasió pel primer dels territoris de l'Il-kan de Pèrsia, Abaqa. Masud Beg fou enviat a Pèrsia, teòricament per recol·lectar les taxes degudes a Kaidu i Burak, però en la pràctica per explorar el territori. Una vegada va tornar i va fer el seu informe, Burak va reunir les seves forces i va creuar l'Oxus, ocupant el Khurasan i Afganistan, però va rebre poc suport de les tropes enviades a l'expedició per Kaidu, i aviat va quedar en mala posició militar fins que el 22 de juliol de 1270 va patir una greu derrota davant Abaqa prop d'Herat. Barak es va retirar i va creuar l'Oxus de tornada, quan ja només li quedaven cinc mil soldats.
Segons al-Wassaf es va establir a Bukharà i es va convertir a l'islam agafant el nom de Ghiyath al-Din. Va fer una nova expedició al sud, dirigida principalment a Sistan, però abandonat per diversos prínceps mongols que es van revoltar, fou derrotat altre cop i va quedar a la bona voluntat de Kaidu que el va fer enverinar. Segons la versió de Rashid al-Din, no va arribar a fer mai l'expedició al Sistan doncs, només retornar, el van abandonar diversos prínceps i va haver de cridar en ajut a Kaidu que va anar a Transoxiana amb un gran exèrcit, però molt lentament, esperant aprofitar la situació; quan Kaidu estava molt proper, Burak ja havia aconseguit derrotar els prínceps rebels i va demanar al seu aliat de retirar-se però Kaidu va seguir avançant i van rodejar el campament de Burak durant la nit. Quan van ocupar el campament l'endemà, Burak havia mort, possiblement d'un atac de cor degut a l'angoixa o la por. Djamal Karshi diu que va morir el 9 d'agost de 1271 o poc després. Per orde de Kaidu no fou enterrat com a musulmà. El nou kan fou Negubei.